# 张克迅
张克迅（？—），男，中华人民共和国政治人物，曾任中共江西省委常委、宣传部部长，江西省人大常委会副主任。